# 白花油麻藤
白花油麻藤（学名：Mucuna birdwoodiana）又名禾雀花，为豆科黎豆属下的一个种。每年3-4月期間開花。

## 扩展阅读
- 維基物種上的相關：白花油麻藤

- 春天已到来，赏花正当时[] 中国江门网